# فأر قزم إفريقي
الفأر القزم الأفريقي (الاسم العلمي: Mus minutoides) واحد من أصغر القوارض. ينتشر على نطاق واسع في أفريقيا جنوب الصحراء الكبرى، ويتم الاحتفاظ به كحيوان أليف في أجزاء أخرى من العالم. وهو عضو في رتيبة يبلغ طول الأفراد البالغين في المتوسط 5 سم ويزن 5 جرام. - طوله عند الولادة أقل من 2 سم.فئرانية التي تضم نحو 1000 نوع مختلف.

## اقرأ كذلك
- فأر المنازل